# ۳۶۸ (پیش از میلاد)
۳۶۸ (پیش از میلاد) ۳۶۸مین سال قبل از تقویم میلادی است.